# Parmelia araucana
Parmelia araucana är en lavart som beskrevs av Adler & Calvelo. Parmelia araucana ingår i släktet Parmelia och familjen Parmeliaceae.   Inga underarter finns listade i Catalogue of Life.